# Владимир Арсић
Владимир Арсић (Рељинац, код Прокупља, 27. октобар 1947) је генерал-мајор Војске Републике Српске у пензији.

## Биографија
Рођен је 27. октобра 1947. у Топличком крају, Србија, од оца Ратка земљорадника и мајке Љубице домаћице. Ожењен је и има два сина. По националности је Србин.
Послије осмогодишње школе уписао је Пјешадијску подофицирску школу у Сарајеву, коју је одличним успјехом завршио 1966. године. Након тога завршио је Војну академију Копнене војске 1971. године и Командно-штабну академију Копнене војске 1985. године.
Унапријеђен је у чин водника 20. јула 1966. године, затим произведен у чин потпоручника 9. јула 1971, ванредно унапријеђен у чин поручника 22. децембра 1973, капетана 22. децембра 1976, капетана прве класе 22. децембра 1981, мајора 22. децембра 1985, потпуковника (пријевремено) 22. децембра 1988, пуковника (ванредно) 12. октобра 1991. и генерал-мајора 27. децембра 1995. године. Пензионисан је 31. марта 1997.
У ЈНА је обављао дужности: командир вода 1966-1972. у Мостару, Сарајеву и Марибору; Командир чете Војне полиције 1972-1979. у Сарајеву и Бањој Луци; референт за оперативно-наставне послове у дивизији 1979-1984. у Бањој Луци; замјеник команданта пјешадијског пука 1984-1986. у Бањој Луци; помоћник начелника штаба за оперативно-наставне послове 1986-1989. у Бањој Луци; командант пука 1989-1992. у Бањој Луци и Приједору; командант 9. оперативе групе.
У Војсци Републике Српске је био од 15. маја 1992. године. Учествовао је у Одбрамбено-отаџбинском рату и обављао је дужности команданта 9. оперативне групе 1. крајишког корпуса Војске Републике Српске од 10. јуна 1991. до 14. децембра 1995. године. На поменутој дужности био је и послије рата до пензионисања.

## Одликовања
- Орден за војне заслуге са сребрним мачевима (1975)
- Орден рада са сребрним вијенцем (1983)
- Орден народне армије са сребрном звијездом (1984)
- Орден Карађорђеве звијезде Републике Српске (1994)[3]

Током службе оцјењиван је девет пута, једном оцјеном истиче се и осам пута нарочито се истиче.